# Championnat d'Algérie de football
 (septembre 2023).
Si vous disposez d'ouvrages ou d'articles de référence ou si vous connaissez des sites web de qualité traitant du thème abordé ici, merci de compléter l'article en donnant les références utiles à sa vérifiabilité et en les liant à la section « Notes et références ».
Le championnat d'Algérie de football aussi appelé Ligue Professionnelle algérienne 1 ou Ligue 1 Pro (arabe : الرابطة الجزائرية المحترفة الأولى لكرة القدم), appelé Ligue 1 Mobilis, par contrat de naming de 2014 à 2019 puis à partir de 2022, est une compétition de football qui est le premier échelon national en Algérie. Bien que lancée dès l’indépendance du pays en 1962 sous forme de tournois régionaux qualificatifs pour un playoff national, la compétition n'a réellement pris la forme classique d'un championnat d'élites nationales qu'à partir de la saison 1964-1965. La compétition a connu plusieurs formules au cours son histoire. Elle met aux prises 16 clubs professionnels.
La JS Kabylie détient le record de la compétition, avec 14 titres de champion d'Algérie. Le record de participations dans le championnat est détenu par le CR Belouizdad et le MC Oran avec 61 participations, chacun des deux clubs ayant connu une seule fois la relégation.
Le tenant du titre est le MC Alger, qui remporte son neuvième championnat d'Algérie en 2025.

## Histoire

### Aux origines du championnat (1897-1962)
Le football algérien descend d'une grande tradition du football français qui fut présent pendant près d'un demi-siècle dans l'Algérie française (jusqu'en 1962). Il y fait son apparition vers la fin du XIXe siècle, précisément à Oran avec la création de deux clubs colons, le Club des Joyeusetés d'Oran (CDJ Oran) le 14 avril 1894 qui crée sa section football le 10 juillet 1897 et le Club athlétique liberté d'Oran (CALO), le 28 septembre 1897. Il s'agit des premiers clubs de football créés en Algérie et aussi au Maghreb. Néanmoins il faudra attendre le début du XXe siècle pour voir apparaître les premières instances du football en France comme en Afrique du Nord, qui réglementeront les premières compétitions de football.

## Le championnat dans l'Algérie indépendante
De nombreux tournois de football ont lieu un peu partout dans le pays pour fêter l'indépendance du pays. Dans les coulisses, on s'active comme on peut pour organiser ce qui deviendra le premier championnat de football du pays. Il s'agissait encore d'un championnat régional appelé "Critérium". Soixante équipes réparties en cinq groupes de dix s'affrontent pour terminer premier champion de ces groupes. Puis les vainqueurs s'affrontent dans une seconde phase en "play-off" afin d'en désigner le premier champion d'Algérie. Tout le système footballistique en Algérie doit être repensé cependant. On garde les principales Ligues de Région et on les renomme Région Ouest (ex-Ligue d'Oran), Région Centre (ex-Ligue d'Alger) et Région Est (ex-Ligue de Constantine).
Le nom officiel du championnat est "Championnat d'Algérie de football Nationale I" (dit "championnat nationale une").

### Création du Championnat d'Algérie de football
| Palmarès (1962-1964)       |
| -------------------------- |
| 1962-1963 : USM Alger (1)  |
| 1963-1964 : USM Annaba (1) |

Après plusieurs mois de démarches administratives et d'affiliations des clubs aux différents organismes régionaux régissant le football en Algérie, les compétitions de football reprennent vie dans le pays.
Compte tenu de la répartition géographique des clubs à travers le pays jadis divisé en trois départements sous l'administration coloniale française, chaque ligue prit en charge l'organisation des compétitions de manière autonome encouragée par le ministère des sports et de la jeunesse. Lors des premières années, les compétitions redémarrent donc sous forme de critériums régionaux à l'issue desquels furent sacrés les champions départementaux qui devaient ensuite s'affronter sous forme de tournois "play off" pour en désigner le Champion d'Algérie.

#### Le Critérium Honneur 1962-1963,1reéditiondu championnat
Dans la région Centre, soixante clubs sont répartis dans cinq groupes de chacun dix participants. Les vainqueurs de ces groupes furent connus en général au cours de la dernière journée de championnat avec pour résultats:
- Groupe I Centre : Le MC Alger premier ex æquo avec la JS Kabylie avec 47 points mais qui est sacré vainqueur de ce groupe grâce à un meilleur goal averrage.
- Groupe II Centre : Le NA Hussein Dey premier et vainqueur de ce groupe avec 50 points.
- Groupe III Centre : L'OM Saint-Eugène premier ex æquo avec le Stade Guyoville avec 45 points mais qui est sacrée vainqueur de ce groupe grâce à un meilleur goal average.
- Groupe IV Centre : l'AS Orléansville (futur ASO Chlef) premier ex æquo avec le WA Boufarik avec 47 points mais qui est sacrée vainqueur de ce groupe grâce à un meilleur goal-average.
- Groupe V Centre : l'USM Alger premier et vainqueur de ce groupe avec 51 points.

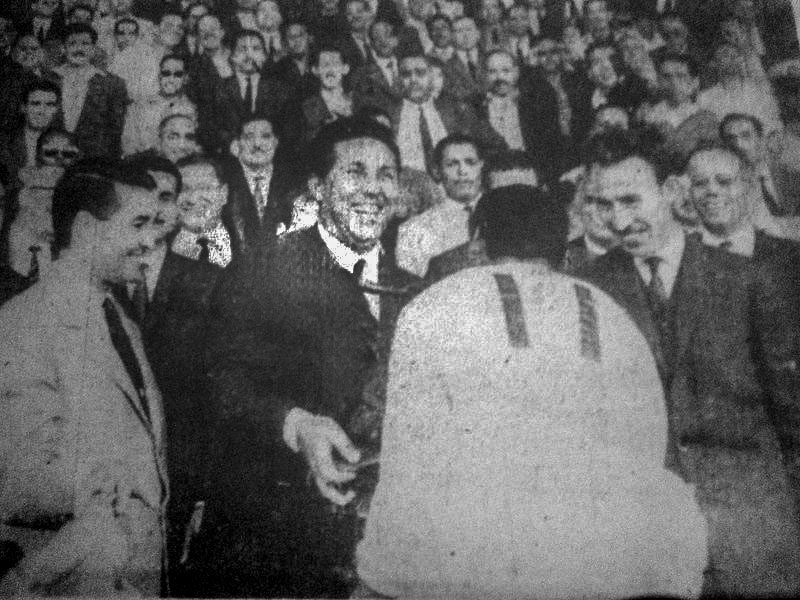
- Bentifour, entraîneur de l'USM Alger reçoit des mains de Ben Bella président de la république, le 1er trophée du championnat d'Algérie de football, sous le regard du Président de la FAF le Dr Maouche (à gauche) et du ministre de la défense Houari Boumédiène (à droite), le 16 juin 1963

Un mini tournoi est organisé entre ces clubs pour désigner le champion départemental. Finalement l'USM Alger l'emportera en finale deux buts à un face au MC Alger et accédera au tournoi final avec les vainqueurs des autres régions. Son dauphin l'accompagnera car il a été décidé que la région centre pour ce premier critérium qualifiera deux équipes.
Dans la région Est, seulement trois groupes de neuf équipes chacun sont constitués. Après une lutte acharnée en poule finale de ce critérium régional entre les ténors que sont le MO Constantine, l'USM Sétif ou le MSP Batna ; c'est finalement l'USM Bône (futur USM Annaba) qui est sacrée championne départementale de la région Est et représentera cette région au tournoi final avec les vainqueurs des autres régions.
Dans la région Ouest, soixante-dix clubs furent engagés, mais aussitôt la compétition commencée neuf forfaits furent enregistrés. Il aura fallu toute l'expérience et le savoir-faire des deux conseillers techniques, messieurs Bir (ex-président de la Ligue d'Oranie de football association durant la période coloniale) et Gay (ex-président du Football Club Oran et membre du bureau de la Ligue) pour remettre de l'ordre. Toutefois au terme de la saison, le SCM Oran remportera le titre départemental de l'Oranie devant le MC Oran et représentera cette région au tournoi final avec les vainqueurs des autres régions.
Un tournoi est organisé entre les vainqueurs de ces critériums régionaux, sorte de "play-off" dont le but est de désigner le premier "Champion d'Algérie de football". En demi-finale le tirage au sort donne pour match l'USM Alger face à l'USM Bône et le MC Alger face au SCM Oran. Dans la première rencontre, les bônois s'inclinent de peu face aux algérois par la règle du plus grand nombre de corners obtenus dans le match après un score nul d'un but partout. Dans l'autre rencontre, le mouloudia s'impose face aux Oranais sur le score sans appel de quatre buts à zéro. À l'issue de ce tournoi, le premier titre fut décerné à l'USM Alger, vainqueur du MC Alger par trois buts à zéro. Les deux vaincus des demi-finales s'affrontèrent pour la troisième place, et c'est l'USM Bône qui s'imposa face au SCM Oran par quatre buts à un.

#### La Division Honneur 1963-1964,2eéditiondu championnat
Le championnat est une nouvelle fois modifié lors de la saison 1963-1964. Après une saison de compétition très complexe organisée sur un système de critériums régionaux comportant plusieurs groupes, avec pour certains cas une finale régionale, et un tournoi final désignant le premier champion d'Algérie, les dirigeants du football algérien réussirent à dégager une certaine élite. La plupart des équipes ayant participé à la compétition la saison passée sont regroupés autour de trois divisions régionales. Le championnat prit alors le nom éphémère de DH (Division Honneur). Contrairement à la saison précédente, au lieu des nombreux groupes composés chacun des trois régions ou ligues régionales de football, seulement un groupe par région fut mis en place.

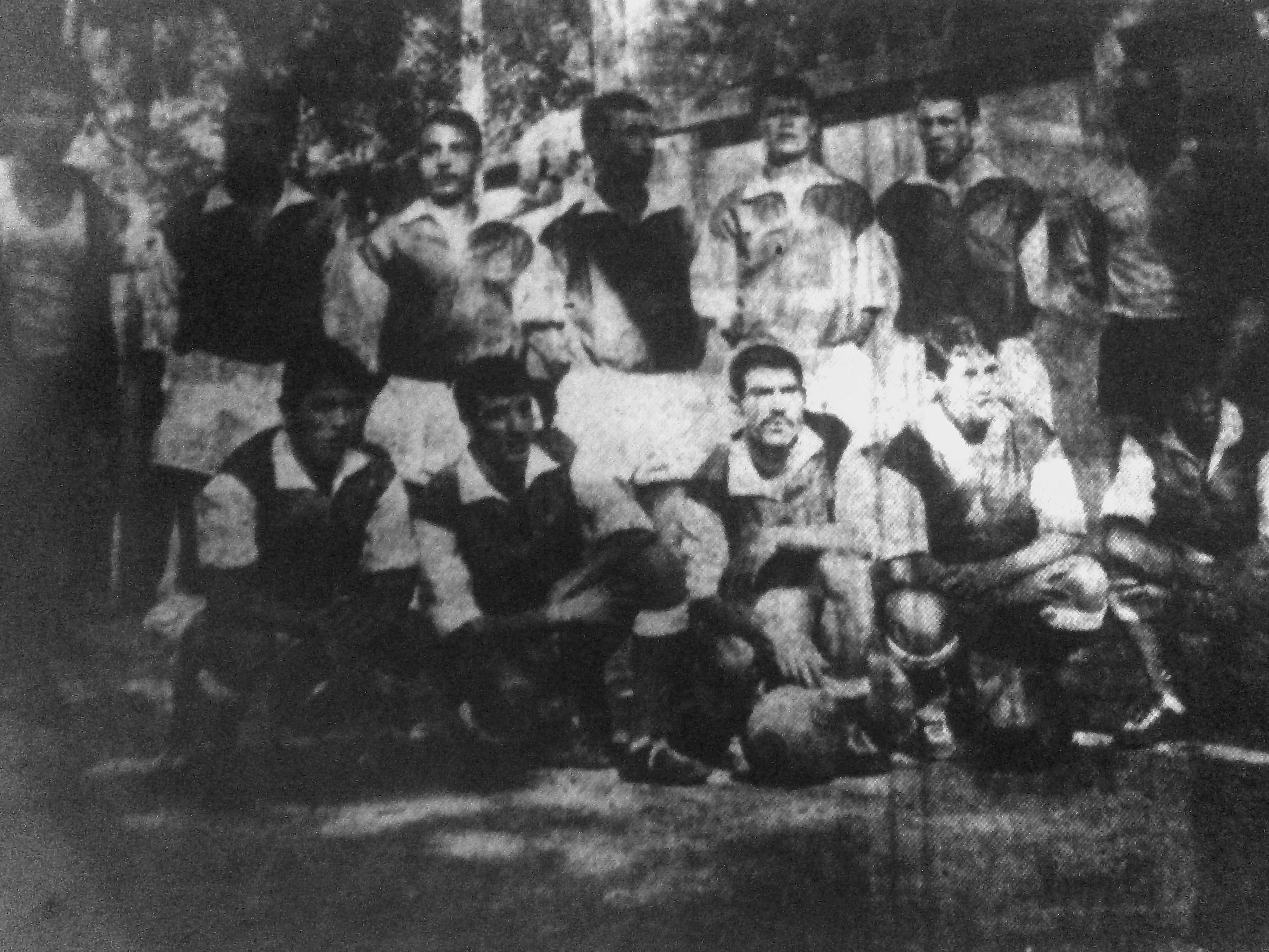
Équipe de l'USM Annaba, désormais Hamra Annaba, vainqueur du 2e championnat d'Algérie de football à l'issue de la saison 1963-1964

Au terme de ces championnats régionaux, pour la région Ouest ou Division Honneur Ouest, l'ASM Oran fut sacré champion régional après une dernière victoire deux buts à un face à son rival d'Oran, le MC Oran et se qualifia pour le tournoi national grâce à son buteur Abdelkader Reguig surnommé Pons.
Pour la région Centre ou Division Honneur Centre, le NA Hussein Dey coiffe sur le poteau lors de l'ultime journée son rival direct, le CR Belcourt grâce à son gardien de but Amirat, principal contributeur de la qualification de son équipe au tournoi national, en annihilant les tentatives du meneur de jeu chabibiste Hassen Lalmas.
Quant à la région Est ou Division Honneur Est, c'est encore l'USM Annaba ex USM Bône vainqueur du groupe I se qualifia pour la deuxième année consécutive au tournoi final avec son entraîneur joueur Mohamed Boufermès. Elle bat en finale départementale le MSP Batna vainqueur du groupe II.
Cette fois-ci les trois champions régionaux furent réunis à Constantine pour déterminer qui remportera le deuxième titre. Comme l'édition se déroule dans cette ville, il a été décidé que la quatrième équipe qui accompagnerait les trois champions, serait le dauphin de la Division d'honneur de la Ligue de Constantine, le MSP Batna. Au terme de la compétition, l'USM Annaba 'vainqueur en demi-finale de l'ASM Oran), s'imposera en finale face au NA Hussein Dey (vainqueur lui du MSP Batna), sur le score d'un but à zéro. C'est à ce jour le premier et seul titre de champion des usmistes d'Annaba.

### Nationale Une ou Division Une, l'élite nationale.
Après deux saisons de compétitions sous la forme de critériums régionaux avec un tournoi final national, la Fédération algérienne de football réorganisa une fois de plus le championnat. Cette fois-ci elle opta durant la saison 1964-1965 pour la création d'un championnat national à confrontation directe entre les seize meilleures équipes des trois ligues régionales du football algérien. Pour cela, elle se référa aux résultats de la saison passée en incluant les cinq premiers régionaux de chacune des ligues régionales en plus du champion de la saison.
Ainsi nous avions pour la région Ouest ou Ligue d'Oranie les cinq premières équipes (l'ASM Oran, le MC Oran, l'ES Mostaganem, le MC Saïda et la JSM Tiaret), pour la région centre ou Ligue d'Alger là aussi les cinq premières équipes (le CR Belouizdad, le NA Hussein Dey, l'USM Blida, le MC Alger et l'USM Alger et pour la région Est ou Ligue de Constantine le champion de la saison passée l'USM Annaba et les cinq suivants du classement de cette région (le MSP Batna, l'ES Guelma, l'ES Sétif, l'USM Sétif et le MO Constantine).
- Différentes formules de la première division.

Depuis cette saison, le système des critériums régionaux est définitivement abandonné. Toutefois, différentes formules furent adoptées au cours des saisons suivantes. La plupart du temps, ce furent des poules uniques, c'est-à-dire à confrontations directes et en phases aller et retour. Néanmoins, deux saisons l'ont été lors de deux poules avec une finale nationale entre les deux vainqueurs. Signalons également le cas particulier d'une saison où il n'y eut aucune relégation.
| Années                        | Formules | Commentaires |
| saison 1962-1963              | trois ligues régionales -Algérois (LAFA): 50 clubs sur 5 groupes. -Constantinois (LCFA): 38 clubs sur 4 groupes. -Oranie (LOFA): 67 clubs sur 7 groupes | Sans équipes promus en fin de saison. Pas de Deuxième division pour cette première édition, les équipes du haut du tableau de chaque groupe de ligue sont garder pour la prochaine saison en Première division. Le reste, relégués en Deuxième division en fin de saison. Pour but de former un seul groupe de chaque ligue pour la saison prochaine. |
| saison 1963-1964              | trois ligues régionales -Algérois: 16 clubs -Oranie: 17 clubs -Constantinois: 16 clubs sur 2 groupes (Est et Ouest) avec 8 clubs chacun                 | Sans équipes promus en fin de saison, les équipes du haut du tableau de chaque groupe de ligue sont garder pour la prochaine saison en Première division. Le reste, relégués en Deuxième division en fin de saison. |
| saisons 1964-1965 à 1965-1966 | deux saisons à seize clubs | Avec trois relégations et trois promus de la Deuxième division en fin de saison. |
| saisons 1966-1967 à 1970-1971 | cinq saisons à douze clubs | Avec deux relégations et deux promus de la Deuxième division en fin de saison. |
| saisons 1971-1972 à 1975-1976 | cinq saisons à seize clubs | Avec trois relégations et trois promus de la Deuxième division en fin de saison. |
| saisons 1976-1977 à 1978-1979 | trois saisons à quatorze clubs | Avec trois relégations et trois promus de la Deuxième division en fin de saison. |
| saisons 1979-1980 à 1983-1984 | cinq saisons à seize clubs | Avec deux relégations et deux promus de la Deuxième division en fin de saison. |
| saisons 1984-1985 à 1986-1987 | trois saisons à vingt clubs | Avec trois relégations et trois promus de la Deuxième division en fin de saison. |
| saisons 1987-1988             | une saison à dix-huit clubs | Avec cinq relégations et trois promus de la Deuxième division en fin de saison. |
| saisons 1988-1989 à 1996-1997 | neuf saisons à seize clubs | Avec deux relégations et deux promus de la Deuxième division en fin de saison pour les trois premières saisons. Et trois relégations et trois promus de la Deuxième division en fin de saison pour les six dernières saisons |
| saison 1997-1998              | une saison à deux poules de huit clubs (seize au total)                                                                                                 | Avec deux poules (groupe A et B) sans relégations mais avec douze promus en fin de saison. |
| saison 1998-1999              | une saison à deux poules de quatorze clubs (vingt-huit au total)                                                                                        | Avec deux poules (groupe Centre-Ouest et Centre-Est), sans promotion mais avec seize relégations en fin de saison. Huit clubs de chaque groupe, cinq du milieu de classement (7-11) relégué en Deuxième division et trois du bas de classement (12-14) en Troisième division.                                                                         |
| saison 1999-2000              | une saison, la Super Division | Appelé Super Division avec douze clubs, sans relégations mais avec quatre promus en fin de saison. |
| saisons 2000-2001 à 2002-2003 | trois saisons à seize clubs | Toujours en Super Division avec deux relégations et deux promus en fin de saison. |
| saisons 2003-2004 à 2007-2008 | cinq saisons à seize clubs | Avec trois relégations et trois promus de la Deuxième division en fin de saison. |
| saison 2008-2009              | une saison à dix-sept clubs | Après réintégration du RC Kouba, et l'intervention du TAS de Lausanne. Avec deux relégations et trois promus de la Deuxième division en fin de saison. |
| saison 2009-2010              | une saison à dix-huit clubs | Avec trois relégables et seulement un seul promus de la Deuxième division en fin de saison. Pour se préparer au professionnalisme dés la prochaine saison. |
| saisons 2010-2011 à 2019-2020 | dix saisons à seize clubs | Avec trois relégables et trois promus de la Deuxième division en fin de saison pour les neuf premières saisons. Et sans relégation mais avec quatre promus de Deuxième division en fin de saison pour la dixième saison en raison de l'arrêt du championnat dû à l'épidémie de Covid-19.                                                              |
| saison 2020-2021              | une saison à vingt clubs | Décision prise à la suite de l'arrêt de la saison 2019-2020 en raison de l'épidémie de Covid-19. Une saison avec quatre relégables mais seulement deux promus de la Deuxième division en fin de saison. |
| saison 2021-2022              | une saison à dix-huit clubs | Avec quatre relégables mais seulement deux promus de la Deuxième division en fin de saison. |
| saisons 2022-2023 à 2024-2025 | trois saisons à seize clubs | Avec deux relégations et deux promus de la Deuxième division en fin de saison. |

Si l'on ne tient pas compte des deux premières saisons qui se déroulèrent sous la forme de critériums régionaux et en excluant également les saisons à deux poules, on se rend compte que les clubs de l'élite furent réunis quarante-quatre saisons dans une même division. Si l'on regarde attentivement les différentes formules, durant trois saisons douze équipes constituaient la première division, quatorze équipes durant trois éditions, seize équipes lors de trente-deux éditions, dix-sept équipes durant une édition, dix-huit équipes lors de deux éditions et vingt équipes en trois éditions.
Il apparaît clairement, à la vue de ce tableau récapitulatif, que la formule la plus utilisée et donc la mieux adaptée fut celle d'un championnat en poule unique, c'est-à-dire à confrontations directes en matchs aller et retour, mais pas n'importe lequel. C'est celle d'une poule composée de seize équipes avec au terme de l’exercice un club désigné champion sans play off et trois relégués en deuxième division.

### Domination du CR Belouizdad (4 titres) - [1965 à 1971]
| Palmarès (1964-1971)           |
| ------------------------------ |
| 1964-1965 : CR Belcourt (1)    |
| 1965-1966 : CR Belcourt (2)    |
| 1966-1967 : NA Hussein Dey (1) |
| 1967-1968 : ES Sétif (1)       |
| 1968-1969 : CR Belcourt (3)    |
| 1969-1970 : CR Belcourt (4)    |
| 1970-1971 : MC Oran (1)        |

Le CR Belcourt (futur CR Belouizdad) est un club récent à cette époque, originaire du quartier de Belcourt à Alger, qui sera renommé Belouizdad. Ce club naquit de la fusion de deux anciens clubs issus de ce même quartier, le WRB (Widad Riadhi de Belcourt) et le CAB (Club Athéltique de Belcourt).

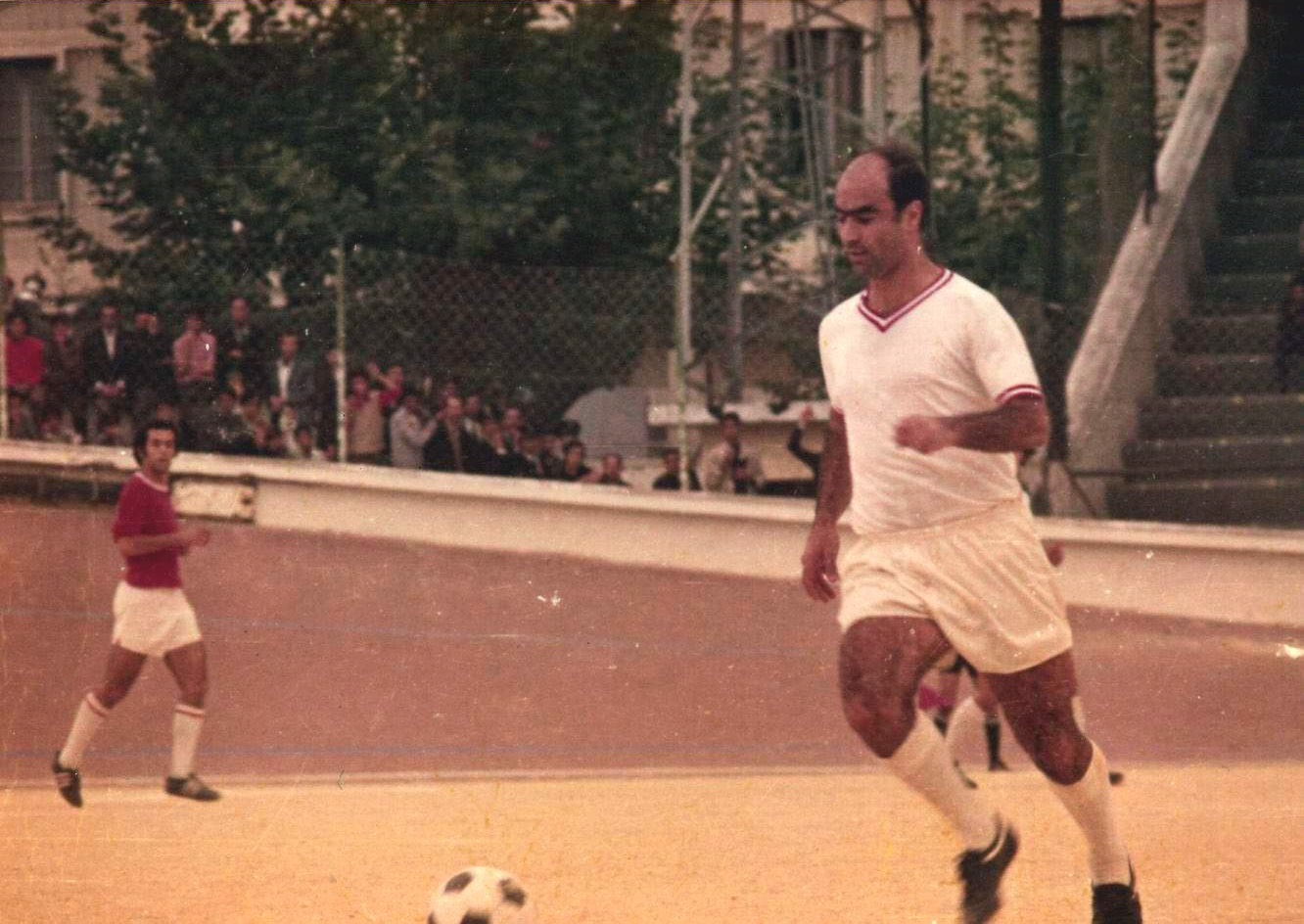
Le footballeur Hassen Lalmas qui fit les beaux jours du CR Belouizdad entre les saisons 1962-1963 et 1972-1973.

Ces deux anciens clubs étaient réputés pour avoir joué les compétitions de football à l'époque coloniale française, car affiliés à la fois à la FFFA (Fédération Française de Football Association) et à la LAFA (Ligue d'Alger de Football Association).
Dans les années soixante, cette équipe a dominé le football national en remportant pas moins de quatre titres entre les saisons 1964-1965 et 1970-1971. Elle réalisa la performance d'effectuer deux doublés de championnats lors des saisons 1964-1965 - 1965-1966, puis lors des saisons 1968-1969 - 1969-1970.
Cette équipe, qui a été dirigée à sa naissance par l'entraîneur-joueur Abderrahmane Meftah, puis par Ahmed Arab puis par Zitoun et enfin par Lalmas en tant qu'entraîneur-joueur, était composée des meilleurs joueurs représentant l'ossature de la sélection algérienne en dehors de ceux issus des clubs français de l'époque coloniale tels Hamiti du Racing Universitaire d'Alger ou Djemaâ du Gallia Sport d'Alger. Cette talentueuse équipe se distingua dans toutes les compétitions tant en Algérie qu'au Maghreb (avec le gain de trois Coupe du Maghreb des clubs champions gagnés consécutivement).Ses deux principaux rivaux furent l'ES Sétif des frères Salhi, qui réussit à rafler le titre de la saison 1967-1968, et le MC Oran qui obtint son premier trophée lors de la saison 1970-1971, avec la génération Fréha - Hadefi, après avoir manqué de peu celui de la saison 1968-1969; et surtout celui de la saison 1967-1968 (dauphin de l'ES Sétif mais devançant le CR Belouizdad troisième au classement).

### Rivalité: MC Alger (5 titres) - JS Kabylie (4 titres) - [1972-1980]
| Saison                                                                 | CRB | JSK | MCA | MCO |
| ---------------------------------------------------------------------- | --- | --- | --- | --- |
| 1969–1970                                                              | 1   | 2   | 6   | 7   |
| 1970–71                                                                | 6   | 7   | 3   | 1   |
| 1971–72                                                                | 2   | 9   | 1   | 4   |
| 1972–73                                                                | 12  | 1   | 3   | 9   |
| 1973–74                                                                | 4   | 1   | 5   | 8   |
| 1974–75                                                                | 6   | 7   | 1   | 3   |
| 1975–76                                                                | 11  | 3   | 1   | 9   |
| 1976–77                                                                | 2   | 1   | 5   | 4   |
| 1977–78                                                                | 9   | 2   | 1   | 8   |
| 1978–79                                                                | 7   | 2   | 1   | 3   |
| 1979-1980                                                              | 2   | 1   | 8   | 6   |
| Performances du Top 4                                                  | 5   | 8   | 7   | 5   |
| Après 11 saisons                                                       |     |     |     |     |
| Ce tableau indique les performances du Top 4 pendant la décennie 1970. |     |     |     |     |

| Palmarès (1971-1980)          |
| ----------------------------- |
| 1971-1972 : MC Alger (1)      |
| 1972-1973 : JS Kawkabi (1)    |
| 1973-1974 : JS Kawkabi (2)    |
| 1974-1975 : MC Alger (2)      |
| 1975-1976 : MC Alger (3)      |
| 1976-1977 : JS Kawkabi (3)    |
| 1977-1978 : MP Alger (4)      |
| 1978-1979 : MP Alger (5)      |
| 1979-1980 : JE Tizi-Ouzou (4) |

Les années soixante-dix marquèrent la prise de pouvoir du MC Alger, cependant tout ne fut pas simple. Le club connut avant cela sa première relégation, due en partie à de graves évènements qui se sont produits lors de la saison 1964-1965 contre le MC Oran. Il aura fallu trois ans au club pour retrouver la première division et un bon effectif; mais cette absence fut peut-être bénéfique, avec le gain de cinq titres de champion d'Algérie. L'équipe, managée par le duo d'entraîneurs Khabatou et Zouba, réussira même l'exploit de réaliser un doublé de championnat lors des saisons 1974-1975 et 1975-1976. Toutefois l'exploit le plus retentissant de cette décennie pour cette équipe s'est produit lors de la saison 1975-1976. En effet cette saison-là, le MC Alger réussit le triplé Championnat d'Algérie - Coupe d'Algérie de football - Coupe d'Afrique des clubs champions, fait unique dans le football algérien.

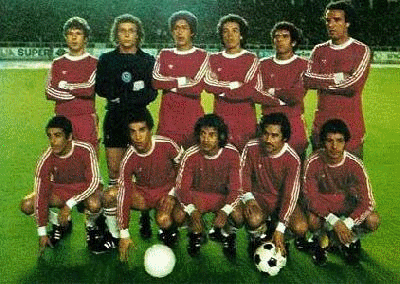
Équipe du MC Alger qui remporta le triplé de Coupe d'Afrique - Championnat - Coupe d'Algérie à l'issue de la saison 1975-1976

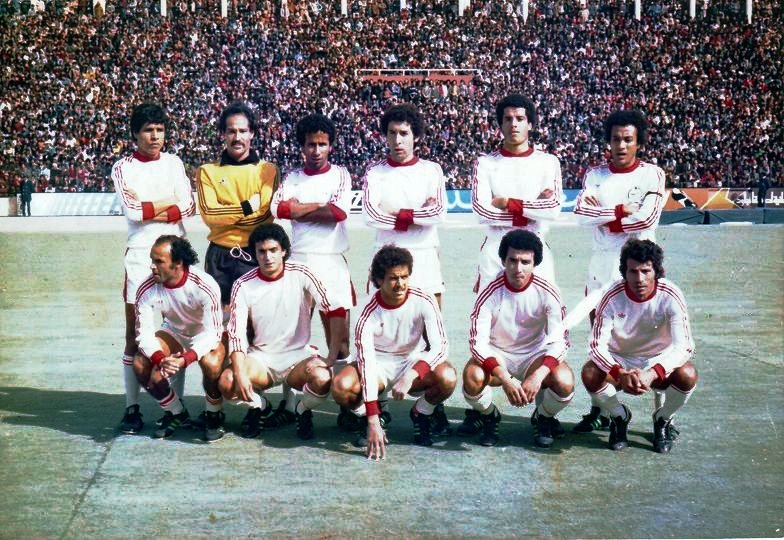
Équipe du MC Oran lors de la saison 1978-1979
De Gauche à Droite :
Debout : Benmimoun - Sebaa - Baroudi - Benmahi - Bentis - Hadefi
Assis : B. Chaïb - Bensaoula - Belloumi - Benkadda - Kechra

La domination de cette équipe du MC Alger sera tout de même contestée par la JS Kabylie qui réussira au cours de cette décennie à glaner quatre titres de champion d'Algérie. Cette équipe qui connut la génération de Mouloud Iboud, capitaine durant près de neuf ans, était surnommée "le rouleau compresseur" tant elle remportait de victoires. Ce club sera également le deuxième après le CR Belouizdad et juste avant le MC Alger à réaliser un doublé de championnat lors des saisons 1972-1973 et 1973-1974, de même qu'un doublé Coupe d'Algérie - Championnat d'Algérie de football lors de la saison 1976-1977. Contrairement aux autres équipes du championnat, ce sera l'une des premières formations à expérimenter, après le passage de l'ex-gardien de l'équipe du FLN de football, Abderrahmane Boubekeur, plusieurs entraîneurs étrangers. L'équipe fut managée par les Français Jean Lemaître (saison 1970-1971), Christian Banjou (mi-saison 1974-1975 et mi-saison 1975-1976), mais aussi par le yougoslave Joùan Cestic (saison 1973-1974), le hongrois André Nagy (mi-saison 1976-1977) et les Roumains avec d'abord le duo Virgil Popescu et Petre Mindru (saison 1972-1973 année du premier titre), ensuite Bazil Marian (au cours de la saison 1973-1974). Le plus célèbre de ces premiers entraîneurs étrangers est sans doute le polonais Stefan Zywotko, qui forma à la fin de cette décennie un duo avec Mahieddine Khalef qui durera près de douze ans.
Au cours de cette décennie, une réforme sportive eut lieu par le ministère de la jeunesse et des sports, précisément lors de la saison 1975-1976, pour donner aux clubs de l'élite une bonne assise financière afin de leur donner les moyens de se structurer de manière professionnelle (ASP Association Sportive de Performances). Le but était donc qu'ils aient une autonomie totale de gestion avec la création de leur propre centre de formation. Pour cela beaucoup de clubs durent sacrifier leurs noms et les renommer suivant le principal sponsor. On a ainsi pu voir apparaître dans certains noms de clubs la lettre P des pétroliers de la Sonatrach sponsoriser le MC Alger, le MC Oran et l'ES Sétif, renommés MP Alger, MP Oran et EP Sétif. De même la Sonelgaz, avec le K de Kahraba (gaz), sponsorisa la JS Kabylie, qui abandonna son nom de Jeunesse sportive de Kabylie en Jamiat Sari' Kawkabi, ou l'USM Alger, renommée USK Alger. Mais aussi la CNAN (Compagnie National Algérienne de Navigation) avec le M de Milaha (navigateur) qui sponsorisa le Nasr Athlétique Hussein Dey devenu Milaha Athlétique de Hussein Dey, et bien d'autres encore. Même si pendant un certain temps cela aura permis à ces clubs de se constituer en véritables clubs omnisports indépendants avec l'exemple du mouloudia d'Alger, qui survola et continue de dominer les compétitions sportives dans les autres disciplines que le football, ce sera un échec car les clubs reprendront progressivement au cours des années suivantes leurs noms d'origine et démarcheront eux-mêmes plusieurs sponsors à la fois.

### Domination de la JS Kabylie (6 titres) - [1981-1990]

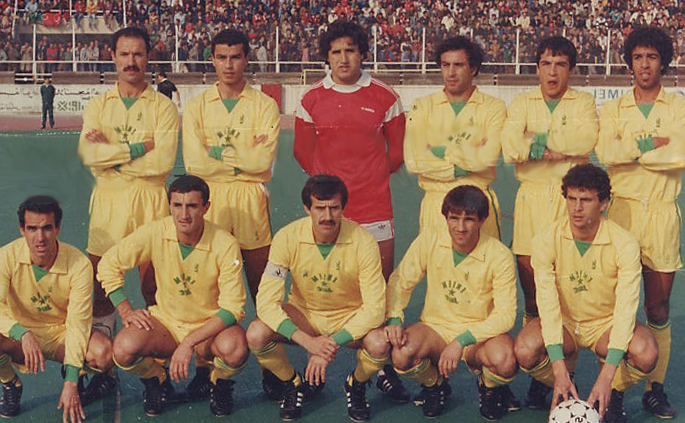
Équipe de la Jeunesse Électronique de Tizi-Ouzou, le fameux Djumbo JET lors de la saison 1985-1986
De Gauche à Droite :
Debout : Larbes - Adghigh - Amara - Heffaf - Sadmi - Belahcène
Assis : Bahbouh - Menad - Fergani - Abdeslam - Bouiche

| Palmarès (1980-1990)           |
| ------------------------------ |
| 1980-1981 : RS Kouba (1)       |
| 1981-1982 : JE Tizi-Ouzou (5)  |
| 1982-1983 : JE Tizi-Ouzou (6)  |
| 1983-1984 : GCR Mascara (1)    |
| 1984-1985 : JE Tizi-Ouzou (7)  |
| 1985-1986 : JE Tizi-Ouzou (8)  |
| 1986-1987 : EP Sétif (2)       |
| 1987-1988 : MP Oran (2)        |
| 1988-1989 : JE Tizi-Ouzou (9)  |
| 1989-1990 : JE Tizi-Ouzou (10) |

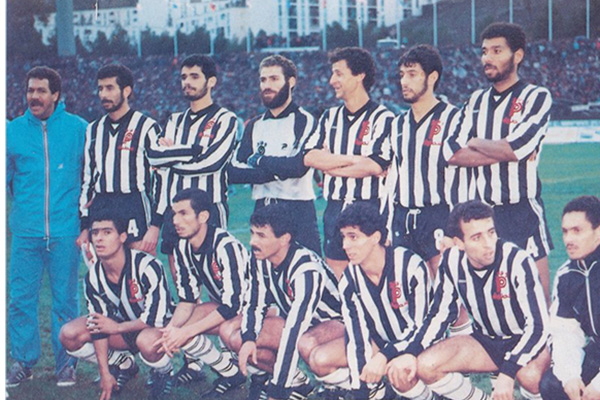
La brillante équipe de l'entente sportive de Sétif championne d'Algérie 1987 et championne d'Afrique 1988 avec De Gauche à Droite :
Debout : Serrar - Boulehdjilet - Osmani - Nabti - Zorgane - Bernaoui
Assis : Bendjabellah - Rahmani - Adjissa - Gharib - Adjass
l'Entente de Sétif s'est adjugée le TITRE AFRICAIN TOUT EN ETANT EN DEUXIEME DIVISION.

Les années quatre-vingt sont des années fastes pour le football algérien, qui connut deux qualifications de son équipe nationale en Coupe du monde de football, mais aussi plusieurs bons résultats de ses clubs à l'échelle internationale. Sur le plan national, un club se détache du lot, la Jeunesse sportive de Kabylie (JSK), renommée Jeunesse Électronique de Tizi-Ouzou (JET), managée par le duo d'entraîneurs Stefan Zywotko le polonais et Mahieddine Khalef l'algérien, elle domina le football de son époque, à la fois sur le plan national et international, incarnant la réussite du football algérien. Elle ne cessa de battre des records, en engrangeant en dix ans pas moins de six titres de "Champion d'Algérie", glanant également au passage trois coupes d'Algérie, remportant deux titres de champion d'Afrique et une Supercoupe d'Afrique, d'où son surnom de "Jumbo JET" caractérisant la grandeur de cette équipe.
Son emprise sur le championnat était telle qu'elle atteignit en dehors de ces six titres, deux fois la deuxième place du classement lors des saisons 1980-1981 et 1987-1988 ainsi qu'une troisième place lors de la saison 1983-1984, soit neuf fois en dix ans sur le podium. La particularité de ces titres est qu'ils furent remportés trois fois deux fois de suite, autrement dit en réalisant des doublés en championnat et obtenant donc le statut de "double champion" lors des saisons 1981-1982 - 1982-1983, puis 1984-1985 - 1985-1986, et enfin 1988-1989 - 1989-1990. Lors de ses victoires durant cette décennie, la JE Tizi-Ouzou réalise deux doublées Coupe d'Afrique - Championnat d'Algérie, lors des saisons 1980-1981 et 1989-1990, ainsi que son deuxième doublé Coupe d'Algérie - Championnat d'Algérie lors de la saison 1985-1986. C'est également au cours de cette saison que l'équipe réalise un record en totalisant au terme de l'exercice quatre-vingt-dix-huit points au compteur, en trente-huit rencontres (à l'époque on attribuait 3 points pour une victoire 2 pour le nul et 1 seul pour la défaite, dans un championnat constitué de vingt équipes ).
Cette domination était tout de même légèrement contestée par des valeurs sûres du championnat Algérien telles que l'ES Sétif et le MC Oran.
L'équipe de Sétif qui portait alors le nom d'EP Sétif et qui comptait dans ses rangs cinq futurs champions d'Afrique des nations (avec L'Algérie en 1990) enchaina sur sa belle saison 1985-1986 lorsqu'elle termina dauphin du champion en remportant le titre de la saison suivante 1986-1987 son deuxième de son histoire, la belle équipe de l'entente conduite par son milieu de terrain emblématique Nacir Adjissa a remporté la saison suivante la Coupe d'Afrique des clubs champions face aux Nigérians de l'Iwuanyanwu National devenant la troisième équipe algérienne au palmarès des vainqueurs de la C1 Africaine, et cela malgré le fait que le club ait été relégué en division inférieure à la fin de la saison 1987-1988, un fait unique en son genre dans les annales du football mondial, puisque aucun club n'avait réussi jusque-là à gagner la C1 de son continent tout en jouant en seconde division de son pays.
Le MC Oran pour sa part réussit sous son appellation de l'époque le MP Oran à remporter le titre de champion lors de la saison 1987-1988. Ce titre permet au club de se distinguer la saison suivante en Coupe d'Afrique des clubs champions, atteignant la finale mais s'inclinant toutefois aux tirs au but face aux Marocains du Raja de Casablanca. Outre ce haut fait d'armes africain, le MCO termine deuxième du championnat à trois reprises lors des saisons 1984-1985, 1986-1987 et 1989-1990.
On peut également souligner la consécration du GC Mascara, club pionnier du football algérien, l'un des rares à avoir remporté un championnat à l'époque coloniale française (car affilié à la LOFA (Ligue d'Oranie de Football Association), qui remporte le championnat au terme de la saison 1983-1984. Signalons également la performance du RC Kouba, nommé à cette époque RS Kouba qui remporte son premier titre de champion (le seul à ce jour) lors de la saison 1980-1981, après avoir fini deuxième lors des saisons 1966-1967 et 1974-1975.

### Le MC Oran (2 titres) et les autres - [1991-1999]
| Palmarès (1990-1999)           |
| ------------------------------ |
| 1990-1991 : MO Constantine (1) |
| 1991-1992 : MC Oran (3)        |
| 1992-1993 : MC Oran (4)        |
| 1993-1994 : US Chaouia (1)     |
| 1994-1995 : JS Kabylie (11)    |
| 1995-1996 : USM Alger (2)      |
| 1996-1997 : CS Constantine (1) |
| 1997-1998 : USM El Harrach (1) |
| 1998-1999 : MC Alger (6)       |

Le football algérien connaît à cette époque la consécration de son équipe nationale avec le gain de deux titres majeurs, la Coupe d'Afrique des nations durant l'année 1990, organisée sur son territoire, et une coupe intercontinentale l'année suivante, la défunte Coupe afro-asiatique des nations. Au niveau national aucune domination sans partage ne se dégage de cette décennie comme ce fut le cas lors des décennies précédentes pour le CR Belouizdad, le MC Alger ou la JS Kabylie.
Toutefois si nous devions retenir une équipe ce serait sans contestation possible celle du MC Oran. Les "Hamroua" comme on les surnomme sont les seuls durant cette décennie à remporter le plus grand nombre de titres, soit deux acquis lors des saisons 1991-1992 et 1992-1993. Il est l'un des six clubs algériens à avoir réussi deux championnats consécutifs avec le CR Belouizdad, la JS Kabylie et le MC Alger, l'USM Alger et l'ES Sétif.
Ce qui marque une nette différence entre les autres concurrents à cette époque c'est qu'outre ses deux titres de champion, le MC Oran termine à la deuxième place du championnat trois fois consécutivement lors des saisons 1994-1995, 1995-1996 et 1996-1997. Signalons tout de même la belle performance de cette équipe en compétition arabe car elle participa à la défunte Coupe Arabe des vainqueurs de coupe. En effet après sa victoire en finale de la Coupe d'Algérie face à l'USM Blida au terme de l'édition 1996, le MC Oran choisit de participer à la compétition arabe qu'elle remporta deux fois consécutivement en 1997 et 1998, et remportera même la Supercoupe arabe l'année suivante.
Hormis les victoires des habitués du championnat comme la JS Kabylie qui se distingua lors de la saison 1994-1995 par un troisième doublé Coupe d'Afrique - Championnat avec l'obtention de la Coupe d'Afrique des vainqueurs de coupe; de l'USM Alger qui remporta enfin son deuxième titre de champion (attendu depuis la saison 1962-1963) l'année suivante lors de la saison 1995-1996 ainsi que du MC Alger qui obtint son sixième titre de champion lors de la saison 1994-1995; cette décennie marque une première consécration pour plusieurs équipes.
Ainsi le club de Constantine, le MO Constantine, lui aussi club pionnier du championnat d'Algérie, qui fut l'un des rares durant l'époque coloniale française à gagner un championnat car affilié à la LCFA (Ligue de Constantine de Football Association), remporta enfin lui aussi son premier championnat d'Algérie lors de la saison 1991-1992, après avoir terminé deuxième lors des saisons 1971-1972 et 1973-1974. Son rival de Constantine, le CS Constantine fera de même lors de la saison 1996-1997. Signalons la belle performance de l'US Chaouia qui remporta un championnat, il s'agit de son premier et dernier titre à ce jour. Et enfin l'USM El Harrach, autre club algérois, qui lui aussi remporte enfin un titre de champion lors de la saison 1997-1998, après avoir terminé deuxième lors des saisons 1983-1984 et 1991-1992. Durant cette décennie, la réforme du MJS (Ministère de la Jeunesse et des Sports), adoptée lors de la saison 1976-1977, est finalement abandonnée, laissant les clubs reprendre leurs noms précédents. Autre fait important, le championnat fut réorganisé en deux groupes de huit clubs lors de la saison 1997-1998, puis en deux poules de quatorze participants lors de la saison 1998-1999. Cette formule comportait donc des play off où les deux leaders de ces groupes au terme de la compétition s'affrontèrent pour le gain du titre de champion. L'édition 1998-1999 connut même des prolongations entre le MC Alger et la JS Kabylie qui vit les Mouloudéens s'imposer un but à zéro.

### Les années d'alternance: CR Belouizdad (2 titres) USM Alger (3 titres), JS Kabylie (3 titres) - ES Sétif (2 titres) [2000-2009]
| Saison                                                                | USMA | JSK | ESS | CRB |
| --------------------------------------------------------------------- | ---- | --- | --- | --- |
| 1999–2000                                                             | 12   | 6   | 5   | 1   |
| 2000–2001                                                             | 2    | 3   | 7   | 1   |
| 2001–2002                                                             | 1    | 2   | 8   | 4   |
| 2002–2003                                                             | 1    | 4   | 7   | 5   |
| 2003–2004                                                             | 2    | 1   | 4   | 13  |
| 2004–2005                                                             | 1    | 2   | 11  | 13  |
| 2005–2006                                                             | 2    | 1   | 4   | 8   |
| 2006–2007                                                             | 4    | 2   | 1   | 10  |
| 2007–2008                                                             | 4    | 1   | 3   | 10  |
| 2008–2009                                                             | 6    | 2   | 1   | 4   |
| Performances du Top 4                                                 | 8    | 9   | 5   | 4   |
| Après 11 saisons                                                      |      |     |     |     |
| Ce tableau indique les performances du Top 4 durant la décennie 2000. |      |     |     |     |

| Palmarès (2000-2009)          |
| ----------------------------- |
| 1999-2000 : CR Belouizdad (5) |
| 2000-2001 : CR Belouizdad (6) |
| 2001-2002 : USM Alger (3)     |
| 2002-2003 : USM Alger (4)     |
| 2003-2004 : JS Kabylie (12)   |
| 2004-2005 : USM Alger (5)     |
| 2005-2006 : JS Kabylie (13)   |
| 2006-2007 : ES Sétif (3)      |
| 2007-2008 : JS Kabylie (14)   |
| 2008-2009 : ES Sétif (4)      |

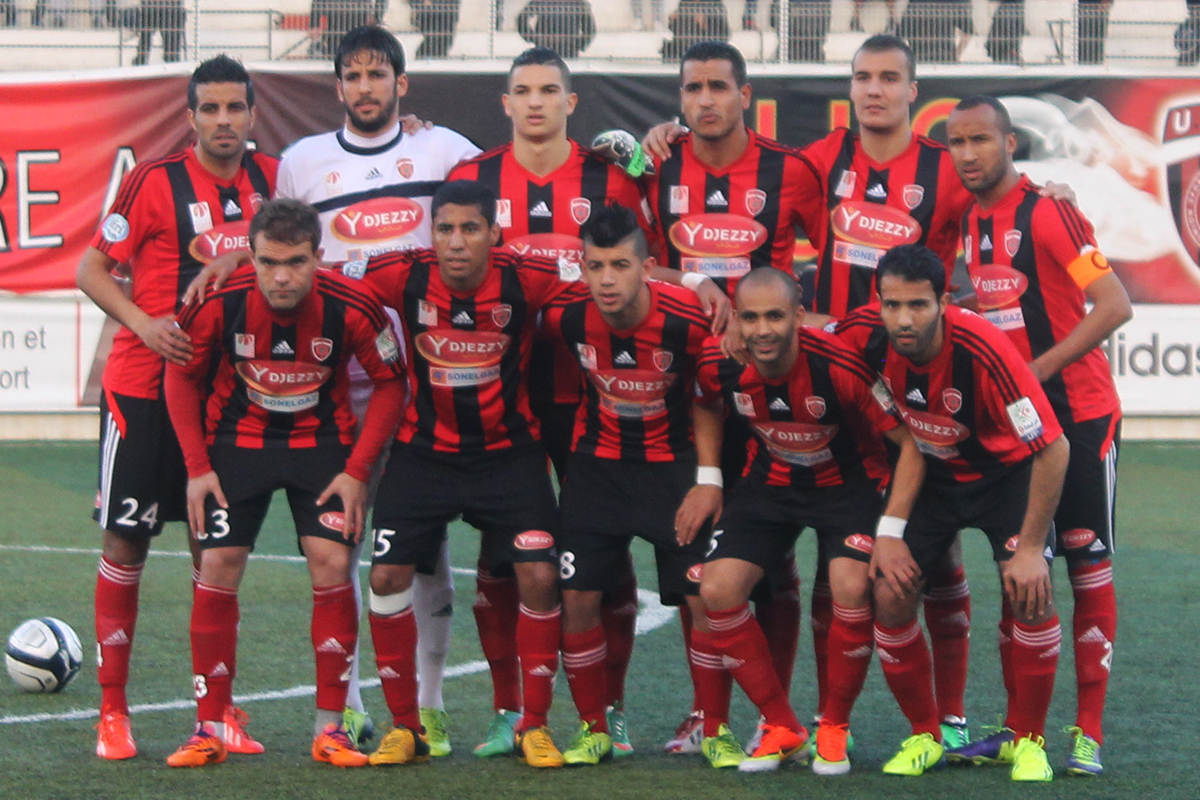
Équipe de l'USM Alger, championne d'Algérie 2013-2014

Le championnat n'a pas connu de véritable domination d'une équipe en particulier au cours des années deux mille. On observe cependant une période d'alternance où quatre équipes dominent chacune à leur tour le championnat. C'est le cas au début de cette décennie du CR Belouizdad qui remporta deux fois la compétition. Le titre échappait au club depuis près de trente ans, soit depuis la saison 1969-1970. Ses titres furent remportés lors d'un doublé de championnat, c'est-à-dire consécutivement, à l'issue des saisons 1999-2000 et 2000-2001. Si au début de cette décennie nous constatons l'emprise du championnat par le CRB, ce fut par la suite le tour de l'équipe de l'USM Alger qui connut une génération dorée emmenée par l'emblématique milieu de terrain Billel Dziri.
Les usmistes remportèrent le championnat à trois reprises, dont deux consécutivement lors des saisons 2001-2002 et 2002-2003 puis 2004-2005. Il s'agit du cinquième club à réaliser un doublé de championnat avec le CR Belouizdad, la JS Kabylie, le MC Alger et le MC Oran. L'équipe termine également à la deuxième place du championnat lors des saisons 2000-2001 (dauphin du CR Belouizdad), 2003-2004 et 2005-2006 (dauphin de la JS Kabylie) soit six fois sur le podium en dix ans. Toutefois l'USMA remporte également trois coupes d'Algérie dont l'une remportée lors d'un doublé Coupe d'Algérie - Championnat d'Algérie, durant la saison 2002-2003. Sur le plan africain l'équipe algéroise n'était pas loin de remporter un titre, réalisant deux demi-finales consécutives de coupe d'Afrique. Elle échoue lors de l'édition 2002 de la Coupe d'Afrique des vainqueurs de Coupe en demi-finale de la compétition face aux Marocains WAC Casablanca vainqueur de l'épreuve. Mais en aussi lors de l'édition 2003 de la Ligue des Champions de la CAF en demi-finale de la compétition face aux Nigérians d'Enyimba FC vainqueur de l'épreuve. Avec six titres toutes compétitions confondues et deux demi-finales de coupe d'Afrique, ses performances soulignent bien la qualité de l'effectif de l'USM Alger qui était l'équipe à battre du début des années deux-mille. Néanmoins à partir de la saison 2003-2004 une rivalité s'installe avec la JS Kabylie qui parvint à freiner le rouleau compresseur usmiste en le détrônant de son titre de champion, mettant fin par la même occasion à dix années de disette sans titre en championnat. Si au début de cette décennie la formation du Djurdjura ne semble pas concernée par la compétition nationale, c'est parce qu'elle est engagée en compétition africaine. En effet elle réalise la performance incroyable de remporter trois fois consécutivement la Coupe de la CAF lors des éditions 2000, 2001 et 2002 ne conserva pas son titre l'année suivante mais termina dauphin des usmistes, la rivalité était plus que jamais soutenue, les canaris remportèrent enfin le dernier épisode de la rivalité USMA-JSK lors de la saison suivante 2005-2006 cette année marquera le début du déclin de l'USM Alger mais aussi la fin d'une époque qui a duré dix ans pendant laquelle le titre de championnat ne se jouait qu'entre deux villes du centre de L'Algérie: Alger et Tizi-Ouzou.

### La professionnalisation (2010)
Il a été décidé par la ligue nationale de football algérien et la fédération algérienne de football, de professionnaliser le championnat d'Algérie de football, à partir de la saison 2010-2011. Ainsi tous les clubs algériens de football qui bénéficiaient jusque-là du statut de club semi-professionnel, vont acquérir la nomination professionnelle dès cette saison.
Le président de la FAF, Mohamed Raouraoua, ne cesse de parler depuis son investiture à la tête de Fédération en avril 2009 du professionnalisme, promettant un nouveau mode de gestion basé sur la rigueur et le sérieux, surtout que le football a touché le fond ces dernières saisons, à cause des gestions catastrophiques des clubs qui n’ont pu aller de l’avant et restaient à la traîne par rapport aux clubs des pays voisins qui ont connu une avancée extraordinaire, devenant des clubs professionnels à part entière, ce qui leur permettra d’ailleurs, d’accroître leur domination sur le continent africain.
C’est le cas des clubs tunisiens de l’Espérance sportive de Tunis, de l’Etoile sportive du Sahel, en plus du CS sfaxien, qui est également devenu ces dernières années un des clubs les plus en vue, grâce à victoire finale en Ligue des champions arabes et en Coupe de la CAF. Il ne faut pas oublier aussi les Égyptiens qui disposent des clubs les plus structurés et cela a eu son effet pour des clubs comme Al Ahly SC et le Zamalek, qui à eux deux disposent du plus gros des titres africains.
Raouraoua veut donc arriver à créer cette élite qui regroupera uniquement les clubs capables, selon un cahier des charges dûment établi, de jouer dans ce championnat professionnel. Le président de la FAF a souligné qu’il est prêt à lancer ce championnat professionnel quitte à ce que cela soit avec un nombre réduit de clubs qui ne dépasserait pas les douze. Pour lui, il est important que les clubs qui disposent des moyens adéquats seulement soient triés et sélectionnés pour faire partie de cette ligue professionnelle. Tout club doit disposer d’un stade qui serait homologué par la FAF, mais aussi par la CAF, pour qu’il puisse abriter les rencontres internationales et notamment les matchs de C1 ou C3 africaine. Le club professionnel devrait disposer aussi de certains moyens financiers qui lui permettront de faire ses déplacements, en Afrique notamment.
Il y a aussi la nécessité de mettre à la disposition des clubs visiteurs, et surtout en coupes africaines, un hôtel de haute facture et qui serait au moins un quatre-étoiles. Tout cela est fait pour permettre une bonne organisation à l’occasion de compétitions internationales. La FIFA a donné 2011 comme dernier délai pour que les clubs deviennent professionnels, sans quoi ils ne pourront plus participer aux compétitions internationales. En Algérie, la FAF fait pression sur les clubs afin de concrétiser le projet du football professionnel avant la date butoir fixée par la FIFA.
Depuis 2011, le football algérien de club évolue donc avec la création deux divisions professionnelles : la Ligue 1 et la Ligue 2, appelés respectivement Nedjema Ligue 1 et Nedjema Ligue 2.
En 2011, un nouveau trophée est mis en place sous forme de "bouclier".
La formule décidée pour cette première année de professionnalisme serait la suivante:
| Années                     | Formules                 | Commentaires                                                                     |
| Depuis la saison 2010-2011 | une saison à seize clubs | Avec trois reléguables et trois promus de la Deuxième division en fin de saison. |

Il semblerait qu'elle serait définitive, car par le passé la formule la plus usitée et qui fonctionnait le mieux était celle-ci.

### Rivalité: ES Sétif (4 titres) - USM Alger (3 titres) - [2010-2019]
| Saison                                                                     | ESS | USMA | JSK |
| -------------------------------------------------------------------------- | --- | ---- | --- |
| 2009-2010                                                                  | 2   | 4    | 3   |
| 2010-2011                                                                  | 3   | 9    | 11  |
| 2011-2012                                                                  | 1   | 3    | 9   |
| 2012-2013                                                                  | 1   | 4    | 7   |
| 2013-2014                                                                  | 3   | 1    | 2   |
| 2014-2015                                                                  | 1   | 7    | 12  |
| 2015-2016                                                                  | 5   | 1    | 3   |
| 2016-2017                                                                  | 1   | 3    | 11  |
| 2017-2018                                                                  | 8   | 6    | 12  |
| 2018-2019                                                                  | 5   | 1    | 2   |
| Performances du Top 3                                                      | 7   | 5    | 4   |
| Après 10 saisons                                                           |     |      |     |
| Ce tableau indique les performances du Top 3 durant la décennie 2010-2019. |     |      |     |

| Palmarès (2010-2019)           |
| ------------------------------ |
| 2009-2010 : MC Alger (7)       |
| 2010-2011 : ASO Chlef (1)      |
| 2011-2012 : ES Sétif (5)       |
| 2012-2013 : ES Sétif (6)       |
| 2013-2014 : USM Alger (6)      |
| 2014-2015 : ES Sétif (7)       |
| 2015-2016 : USM Alger (7)      |
| 2016-2017 : ES Sétif (8)       |
| 2017-2018 : CS Constantine (2) |
| 2018-2019 : USM Alger (8)      |

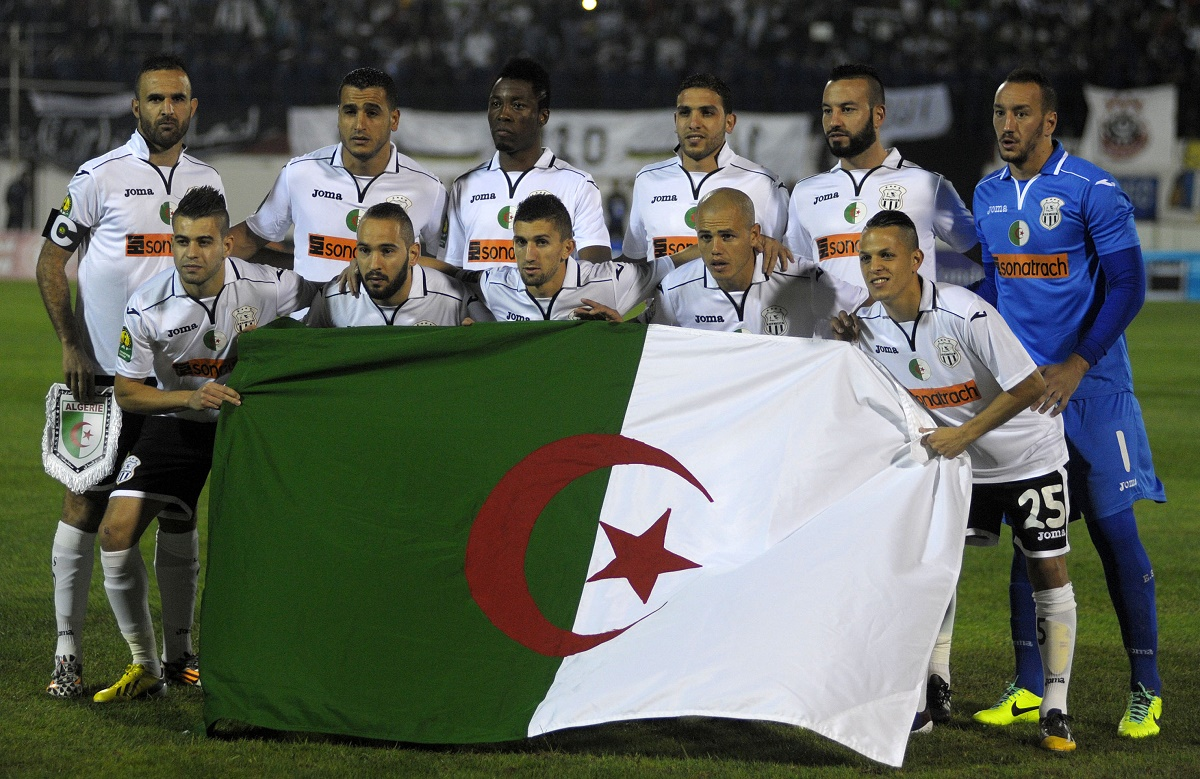
L'équipe championne d'Afrique 2014 et d'Algérie 2014-2015 ; de gauche à droite, debout : Mellouli - Ziaya - Ze Ondo - Meguateli - Demmou - Khedairia ; assis : Djahnit - Zerara - Younes - Legraa - Belameiri

Cette période qui connut deux participations de l'équipe nationale en Coupe du monde de football, avec une qualification historique en huitièmes de finale lors de la coupe de monde de 2014, est aussi celle du retour de l'Entente sportive de Sétif sur le plan national et international, Avec 5 titres en 9 saisons, 9 podiums sur 9 possibles (une deuxième place et trois fois troisième) et une participation inédite pour un club Algérien en coupe du monde des clubs, l'Entente sportive de Sétif est de loin la meilleure équipe de la dernière décennie en championnat d'Algérie, pourtant avant 2007, le club était étiqueté "équipe de coupe", en effet, bien que le club de la ville de Sétif était considéré comme étant l'un des meilleurs en Algérie, son palmarès n'affichait cependant que deux consécrations en championnat de 1962 à 2006, contre 8 en coupe d'Algérie et coupes Africaines et intercontinentales réunies, les Sétifiens semblaient avoir une préférence pour les coupes. Depuis 2007, l'ES Sétif est devenue un candidat régulier au titre de champion d'Algérie et domine largement les statistiques de la compétition, "l'équipe de coupe" n'est donc qu'un lointain souvenir, en effet, hormis la JS Kabylie qui réussit 11 podiums consécutifs avec 6 consécrations entre 1976 et 1986, aucune autre équipe n'a autant dominé la compétition, la domination de l'ES Sétif est d'autant plus concrète que le club remporta en plus des 5 titres de champion d'Algérie, deux Coupes d'Algérie avec le doublé coupe/championnat en 2011-2012 (le deuxième de l'histoire du club après celui réalisé lors de la saison 1967-1968), et deux titres consécutifs de champion avec le titre de la saison 2012-2013 après celui de 2011-2012, l'équipe brilla aussi sur le plan régional, continental et même mondial en devenant le premier club Algérien de l'histoire à accéder à la coupe du monde des clubs lors de l'édition 2014 après avoir remporté la ligue des champions de la CAF 2014, le club enchaina en remportant la supercoupe africaine en 2015. l'ES Sétif remporta en tout 14 titres toutes compétitions confondues en seulement 9 ans (un record).
Face à la domination de l'ES Sétif aucun autre club n'a pu maintenir la rivalité avec les sétifiens pendant plusieurs saisons. De nombreux clubs ont, chaque saison, contestés l'hégémonie de l'aigle noir des hauts plateaux, sans qu'aucun concurrent sérieux n'émerge. Ainsi lors des 9 dernières saisons, on dénombre 4 vainqueurs différents, la JS Kabylie (sacré en 2008), le MC Alger (sacré en 2010), l'ASO Chlef (sacré en 2011) et l'USM Alger (sacré en 2014). Preuve de l'instabilité du championnat algérien, les saisons d'après le sacre des 3 derniers clubs : le MC Alger et l'USM Alger ont échappé de peu à la relégation, alors que l'ASO Chlef est descendu en ligue 2 lors de la saison 2014-2015. C'est aussi le cas du club de la JSM Béjaia double vice champion d'Algérie en 2011 et 2012 qui connut le même sort lors de la saison 2013-2014.
Une des explications avancées [réf. nécessaire] est la configuration des compétitions continentales. En effet la ligue des champions africaine se tient principalement en été, faisant dépenser beaucoup d'argent et d'énergie aux équipes participantes (le champion et son dauphin), notamment dans le transport et le logement. Ainsi compte tenu de la situation géographique de l'Algérie (à l'extrémité nord) et du manque d'infrastructures dans certains pays d'Afrique subsaharienne, il est possible de dire que cela influe négativement la saison nationale des équipes algériennes.

### Domination du CR Belouizdad et du MC Alger
| Palmarès (2020-2029)           |
| ------------------------------ |
| 2019-2020 : CR Belouizdad (7)  |
| 2020-2021 : CR Belouizdad (8)  |
| 2021-2022 : CR Belouizdad (9)  |
| 2022-2023 : CR Belouizdad (10) |
| 2023-2024 : MC Alger (8)       |
| 2024-2025 : MC Alger (9)       |

Le CR Belouizdad a été sacré champion d'Algérie de Ligue 1, pour la saison 2021-2022, fin mai et avant terme, après son précieux succès face à l'US Biskra (2-0), à une journée de la fin du championnat. Avec ce nouveau sacre, le club réalise un fait inédit dans l'histoire du football algérien, en décrochant le titre pour la troisième année de rang (2020, 2021, 2022).
Le Chabab ajoute à cette occasion un neuvième titre de champion à son palmarès général, après ceux de 1965, 1966, 1969, 1970, 2000, 2001, 2020 et 2021.
Le Chabab enchaine un quatrième titre consécutif en 2023 et son dixième au total. Ainsi, le club algérois réalise un fait inédit dans l'histoire du football algérien, en décrochant le titre de champion pour la quatrième année de rang. Le Chabab ajoute à cette occasion un dixième titre de champion à son palmarès général. Les Rouge et Blanc ont dominé le championnat national et n’ont été battus qu’une seule fois cette saison, face au MC Oran.
De son côté, le MC Alger met fin à 14 ans de disette en remportant le championnat en 2024, le huitième de son histoire.
En 2025, le MC Alger conserve son titre de champion et empoche un neuvième championnat.

## Palmarès
Depuis le premier championnat d'Algérie en 1962-1963 jusqu'à la saison 2024-2025, 63 titres ont été mis en jeu. Sur les quinze clubs qui sont parvenus à remporter le championnat, le plus titré est la JS Kabylie avec 14 titres.
Le tableau suivant liste les clubs vainqueurs du championnat d'Algérie et, pour chaque club, le nombre de titre(s) remporté(s) et les années correspondantes par ordre chronologique. Le fait de remporter au moins 10 titres de champion est matérialisé par la présence d'une étoile au sein de l'écusson du club.
| Rang | Clubs          | Titre(s) | Année(s)                                                                             |
| ---- | -------------- | -------- | ------------------------------------------------------------------------------------ |
| 1    | JS Kabylie     | 14       | 1973, 1974, 1977, 1980, 1982, 1983, 1985, 1986, 1989, 1990, 1995, 2004, 2006 et 2008 |
| 2    | CR Belouizdad  | 10       | 1965, 1966, 1969, 1970, 2000, 2001, 2020, 2021, 2022 et 2023                         |
| 3    | MC Alger       | 9        | 1972, 1975, 1976, 1978, 1979, 1999, 2010, 2024 et 2025                               |
| 4    | ES Sétif       | 8        | 1968, 1987, 2007, 2009, 2012, 2013, 2015 et 2017                                     |
| 4    | USM Alger      | 8        | 1963, 1996, 2002, 2003, 2005, 2014, 2016 et 2019                                     |
| 5    | MC Oran        | 4        | 1971, 1988, 1992 et 1993                                                             |
| 6    | CS Constantine | 2        | 1997 et 2018                                                                         |
| 7    | HAMRA Annaba   | 1        | 1964                                                                                 |
| 7    | NA Hussein Dey | 1        | 1967                                                                                 |
| 7    | RC Kouba       | 1        | 1981                                                                                 |
| 7    | GC Mascara     | 1        | 1984                                                                                 |
| 7    | MO Constantine | 1        | 1991                                                                                 |
| 7    | US Chaouia     | 1        | 1994                                                                                 |
| 7    | USM El Harrach | 1        | 1998                                                                                 |
| 7    | ASO Chlef      | 1        | 2011                                                                                 |

## Statistiques et records

### Clubs
| Club          | Saisons |
| ------------- | ------- |
| CR Belouizdad | 61      |
| MC Oran       | 61      |
| ES Sétif      | 58      |
| JS Kabylie    | 57      |
| MC Alger      | 57      |

En 63 éditions du championnat d'Algérie (critériums compris), de nombreux records ont été établis par les différents clubs participant à cette compétition.
Le record de buts sur une saison est de 905 buts inscrits (2,38 par match) lors de la saison 2020-2021 pour un championnat à 20 clubs, 567 buts inscrits (1,67 par match) lors de la saison 2008-2009 pour un championnat à 18 clubs, 382 buts inscrits (1,36 par match) lors de la saison 1966-1967 pour un championnat à 12 clubs et 607 buts inscrits (2,23 par match) lors de la saison 1972-1973 pour un championnat à 16 clubs.
Les clubs ayant disputé le plus grand nombre de saisons dans l'élite depuis la création du championnat sont le CR Belouizdad et le MC Oran, avec chacun 61 participations au plus haut niveau depuis 1962, alors que le club ayant disputé le plus de saisons d’affilée en première division est la JS Kabylie, avec 57 saisons entre 1969 et 2025 (seul club a ne pas avoir connu la relégation depuis son accession dans l'élite en 1969).
Le plus grand nombre de points récoltés lors d'une même saison est détenu par la JS Kabylie, avec 98 points en (38 matchs) 1985-1986 (une victoire vaut 3 points, un match nul 2 points et une défaite 1 point). Le plus grand nombre de victoires consécutives est détenu par le CR Belouizdad avec dix victoires lors de la saison 2000-2001. Le record d'invincibilité d'un club en première division est détenu par le CR Belouizdad avec 23 matches sans défaite lors la saison 1965-1966.
Le record du plus grand nombre de buts marqués sur une saison est détenu par la JS Kabylie avec 89 buts lors de la saison 1985-1986 tandis que le record du plus petit nombre de buts encaissés sur une saison est détenu par le MC Alger et l'AS Aïn M'lila avec 8 buts lors de la saison 1998-1999.
Le record de la plus grande différence de buts sur une saison est détenu par la JS Kabylie avec 89 buts marqués pour 22 buts encaissés (soit une différence positive de 67) lors de la saison 1985-1986.
La plus large victoire observée lors d'un match de première division est de 11 buts à 0, victoire de l'USM Alger sur à l'ASM Oran lors de la saison 1975-1976, et victoire de la JS Kabylie sur le JHD lors de la saison 1985-1986.

### Joueurs
|    | Joueurs                    | Matchs | S.     |
| -- | -------------------------- | ------ | ------ |
| 1  | Mouloud Iboud              | 424    |        |
| 2  | Ali Fergani                | 421    |        |
| 3  | Hadj Bouguèche             | 401    | [ 8 ]  |
| 4  | Nacereddine Khoualed       | 400    | [ 9 ]  |
| 5  | Abderrahmane Hachoud       | 393    | [ 10 ] |
| 6  | Mohamed Rabie Meftah       | 368    | [ 11 ] |
| 7  | Karim Ghazi                | 367    | [ 12 ] |
| 8  | Mohamed Lamine Zemmamouche | 357    | [ 13 ] |
| 9  | Aboubaker Rebih            | 350    | [ 14 ] |
| 10 | Mohamed Ousserir           | 336    | [ 15 ] |

|    | Joueurs           | Buts | S.     |
| -- | ----------------- | ---- | ------ |
| 1  | Hacène Lalmas     | 131  |        |
| 2  | Tarek Hadj Adlane | 125  |        |
| 3  | Abdesslem Bousri  | 123  |        |
| 4  | Abdelkader Fréha  | 121  |        |
| 5  | Nacer Bouiche     | 117  |        |
| 6  | Mohamed Messaoud  | 110  | [ 16 ] |
| 7  | Mohamed Griche    | 103  |        |
| 8  | Moustapha Djallit | 91   | [ 17 ] |
| 9  | Boualem Amirouche | +90  |        |
| 10 | Noureddine Daham  | 90   | [ 18 ] |

### Meilleur joueur du championnat d'Algérie
| Joueurs             | Saisons   | Titre / Performance   |
| ------------------- | --------- | --------------------- |
| Zoubir Bachi        | 1976-1977 | Championnat d'Algérie |
| Abdesalem Bousri    | 1977-1978 | Meilleur Buteur       |
| Ali Bencheikh       | 1978-1979 | Championnat d'Algérie |
| Lakhdar Belloumi    | 1979-1980 | Meilleur Buteur       |
| Abdessalem Bousri   | 1980      | Meilleur buteur       |
| Lakhdar Belloumi    | 1981      | Elu / Média Sports    |
| Noureddine Meghichi | 1982      | Meilleur Buteur       |
| Lakhdar Beloumi     | 1983      | Championnat d'Algerie |
| Abdelhafid Djeghal  | 1984      | Meilleur Buteur       |
| Nacer Bouiche       | 1985      | Meilleur Buteur       |
| El-Hadi Khellili    | 1986      | Meilleur Buteur       |
| Mohamed Benabou     | 1987      | Meilleur Buteur       |
| Tarek Hadj Adlane   | 1987-1988 | Prix d'el-hadef       |
| Tarek Hadj Adlane   | 1988-1989 | Prix d'el-hadef       |

### Classement toutes périodes confondues
Ce classement toutes périodes confondues du championnat d'Algérie de football est un classement général qui renseigne sur les performances globales des clubs ayant évolué au plus haut niveau. Il recense le nombre de titres obtenus depuis la saison 1964-1965 (les saisons 1962-1963 et 1963-1964 ne sont pas prises en comptes), le nombre de matchs disputés, le nombre de buts marqués ou encaissés ainsi que les points pris. Les résultats ont été mis à jour à la fin de la saison 2019–2020. Les équipes qui apparaissent en gras participent à la saison 2020-2021, les plus gros résultats de ce classement sont également représentés en gras.[réf. nécessaire]
Depuis la saison 1964-1965 jusqu'à la saison 2023-2024
| Rang | Clubs                 | Saisons | Titres | MJ   | V   | N   | D   | BP   | BC   | Diff | Pts  | PpM  | Buteurs               | Buts |
| ---- | --------------------- | ------- | ------ | ---- | --- | --- | --- | ---- | ---- | ---- | ---- | ---- | --------------------- | ---- |
| 1    | CR Belouizdad         | 61      | 10     | 1662 | 644 | 491 | 497 | 2019 | 1613 | +406 | 2674 | 1,66 | Hacène Lalmas         | 107  |
| 2    | MC Oran               | 61      | 4      | 1660 | 636 | 489 | 505 | 2058 | 1732 | +326 | 2646 | 1,62 | Abdelkader Fréha      | 109  |
| 3    | ES Sétif              | 58      | 8      | 1572 | 630 | 436 | 476 | 1910 | 1538 | +372 | 2631 | 1,71 | Mohamed Griche        | 103  |
| 4    | JS Kabylie            | 57      | 14     | 1567 | 702 | 437 | 398 | 2014 | 1321 | +693 | 2716 | 1,74 | Nacer Bouiche         | 113  |
| 5    | MC Alger              | 57      | 9      | 1548 | 590 | 484 | 444 | 1892 | 1582 | +310 | 2446 | 1,61 | Abdesslem Bousri      | 123  |
| 6    | NA Hussein Dey        | 44      | 1      | 1284 | 502 | 322 | 374 | 1553 | 1222 | +331 | 1991 | 1,66 | Tarek Hadj Adlane     | 71   |
| 7    | USM Alger             | 42      | 8      | 1128 | 566 | 393 | 425 | 1442 | 1313 | +129 | 2113 | 1,65 | Hocine Saâdi          | 70   |
| 8    | ASO Chlef             | 35      | 1      | 831  | 276 | 253 | 272 | 809  | 803  | +6   | 1219 | 1,52 | Mohamed Messaoud      | 85   |
| 9    | CS Constantine        | 31      | 2      | 811  | 289 | 247 | 275 | 858  | 841  | +17  | 1184 | 1,43 | Hamza Boulemdaïs      | 41   |
| 10   | WA Tlemcen            | 30      | 0      | 882  | 316 | 221 | 345 | 949  | 967  | -18  | 1180 | 1,34 | Mohamed Brahimi       | 64   |
| 11   | USM Bel-Abbès         | 27      | 0      | 791  | 240 | 228 | 323 | 726  | 965  | -239 | 1196 | 1,51 | Miloud Hamri          | 35   |
| 12   | AS Aïn M'lila         | 20      | 0      | 608  | 204 | 181 | 223 | 494  | 623  | -129 | 737  | 1,21 | Salaheddine Benhamadi | 40   |
| 13   | CA Bordj Bou Arreridj | 16      | 0      | 482  | 144 | 128 | 210 | 417  | 579  | -162 | 556  | 1,15 | Jean-Paul Yontcha     | 29   |
| 14   | JSM Béjaïa            | 14      | 0      | 414  | 144 | 126 | 144 | 429  | 442  | -13  | 558  | 1,35 | Yannick N'Djeng       | 32   |
| 15   | JS Saoura             | 14      | 0      | 270  | 116 | 73  | 81  | 324  | 243  | +81  | 415  | 1,54 | Moustapha Djallit     | 35   |
| 16   | Paradou AC            | 11      | 0      | 178  | 65  | 45  | 68  | 213  | 195  | +18  | 240  | 1,35 | Zakaria Naidji        | 31   |
| 17   | RC Relizane           | 8       | 0      | 268  | 91  | 86  | 91  | 290  | 303  | -13  | 329  | 1,23 | Mohamed Benabou       | 52   |
| 18   | US Biskra             | 9       | 0      | 120  | 29  | 34  | 57  | 85   | 148  | -63  | 121  | 1,01 | Hichem Mokhtar        | 8    |
| 19   | NC Magra              | 7       | 0      | 60   | 18  | 17  | 25  | 54   | 74   | -20  | 71   | 1,18 | Akrem Demane          | 9    |
| 20   | MO Béjaïa             | 5       | 0      | 150  | 43  | 50  | 57  | 144  | 166  | -22  | 178  | 1,19 | Waliou Ndoye          | 12   |
| 21   | JSM Skikda            | 4       | 0      | 124  | 29  | 27  | 67  | 90   | 178  | -88  | 142  | 1,15 | ..                    | ..   |
| 22   | Olympique de Médéa    | 4       | 0      | 128  | 38  | 42  | 48  | 116  | 146  | -30  | 156  | 1,22 | Toufik Addadi         | 11   |
| 23   | RC Arbaâ              | 3       | 0      | 90   | 28  | 19  | 43  | 92   | 122  | -30  | 103  | 1,14 | Adel Bougueroua       | 13   |
| 24   | HB Chelghoum Laïd     | 0       | 0      | 0    | 0   | 0   | 0   | 0    | 0    | +0   | 0    | 0    | /                     | /    |

|  | Ligue 1 2020-2021 |
|  | Autres Divisions  |

### Série d'invincibilité
Ces statistiques nous montrent les séries d'invincibilité[Quoi ?] en championnat réalisées par neuf formations de première division.
La plus longue série de matchs sans connaitre la défaite est à mettre au compte du CS Constantine avec 26 rencontres entre décembre 2012 et novembre 2013.
| #  | Clubs              | Périodes                             | Séries    |
| -- | ------------------ | ------------------------------------ | --------- |
| 1  | CS Constantine (1) | 21 décembre 2012 - 02 novembre 2013  | 26 matchs |
| 2  | CR Belouizdad (1)  | 26 septembre 1965 - 8 mai 1966       | 23 matchs |
| 3  | NA Hussein Dey (1) | 21 octobre 2017 - 11 mai 2018        | 22 matchs |
| 4  | USM Alger (1)      | 26 octobre 2013 - 12 septembre 2014  | 22 matchs |
| 5  | NA Hussein Dey (2) | 3 septembre 1972 - 1er avril 1973    | 21 matchs |
| 6  | CR Belouizdad (2)  | 22 juin 1969 - 19 avril 1970         | 21 matchs |
| 7  | CR Belouizdad (3)  | 11 juin 2022 - 13 avril 2023         | 20 matchs |
| 8  | JS Kabylie (1)     | 30 octobre 2003 - 20 mai 2004        | 19 matchs |
| 9  | MC Oran (1)        | 12 novembre 1976 - 30 septembre 1977 | 19 matchs |
| 10 | ES Sétif (1)       | 7 décembre 2019 - 9 janvier 2021     | 17 matchs |
| 11 | JS Kabylie (2)     | 1985-1986                            | 17 matchs |

## Aspects économiques

### Sponsoring

Championnat d'Algérie de football de Ligue de 2010 to 2014.

Le Championnat d'Algérie de football professionnel de Ligue 1 est sponsorisé depuis l'année 2009. Le choix du sponsor détermine le nom du championnat ces dernières années. Depuis la professionnalisation du championnat, celui-ci connu deux sponsors différents.
- 2009–2010: Nedjma (Championnat d'Algérie D1 Nedjma)
- 2010–2014: Nedjma (Ligue 1 Nedjma)
- 2014–2019: Mobilis (Ligue 1 Mobilis)
- 2022–:     Mobilis (Ligue 1 Mobilis)

### Couverture médiatique
| Couverture médiatique de la Ligue Professionnelle 1 Algérienne | Couverture médiatique de la Ligue Professionnelle 1 Algérienne | Couverture médiatique de la Ligue Professionnelle 1 Algérienne | Couverture médiatique de la Ligue Professionnelle 1 Algérienne |
| Pays                                                           | Canal de télévision                                            | Langues                                                        | Matchs                                                         |
| -------------------------------------------------------------- | -------------------------------------------------------------- | -------------------------------------------------------------- | -------------------------------------------------------------- |
| Drapeau de l'Algérie                                           | Algérie TV1                                                    | Arabe                                                          | 3/4 match par journée                                          |
| Drapeau de l'Algérie                                           | Algérie TV2                                                    | Français                                                       | 3/4 match par journée                                          |
| Drapeau de l'Algérie                                           | Algérie TV6                                                    | Arabe                                                          | 3/4 match par journée                                          |
| Drapeau de l'Algérie                                           | Algérie TV4                                                    | Berbère                                                        | 2/3 matchs par journée                                         |
| Drapeau du Qatar                                               | beIN Sports Arabia                                             | Arabe                                                          | 1 matchs par journée                                           |
| Drapeau du Qatar                                               | Al-Kass Sports Channel                                         | Arabe                                                          | 1 match par journée                                            |

## Bilan international des clubs algériens

### Résultats en compétitions africaines et intercontinentales
(septembre 2023).
| Club           | Ligue des champions      | Coupe de la confédération | Coupe de la CAF                | Coupe des clubs vainqueurs de coupe | Supercoupe     | Coupe afro-asiatique | Coupe du monde des clubs |
| -------------- | ------------------------ | ------------------------- | ------------------------------ | ----------------------------------- | -------------- | -------------------- | ------------------------ |
| JS Kabylie     | Vainqueur (2) 1981, 1990 | Finaliste 2021            | Vainqueur (3) 2000, 2001, 2002 | Vainqueur 1995                      | Finaliste 1996 | –                    | –                        |
| ES Sétif       | Vainqueur (2) 1988, 2014 | Finaliste 2009            | –                              | Demi-finaliste 1991                 | Vainqueur 2015 | Vainqueur 1989       | 5e place 2014            |
| USM Alger      | Finaliste 2015           | Vainqueur 2023            | Quart-de_finaliste 1999        | Demi-finaliste 2002                 | Vainqueur 2023 | –                    | –                        |
| MC Alger       | Vainqueur 1976           | Quart-de-finaliste 2017   | –                              | 2e tour 1984                        | –              | –                    | –                        |
| MC Oran        | Finaliste 1989           | 2e tour 2005, 2016        | Quart-de-finaliste 1996        | Quart-de_finaliste 1997             | –              | –                    | –                        |
| MO Béjaïa      | 2e tour 2016             | Finaliste 2016            | –                              | –                                   | –              | –                    | –                        |
| NA Hussein Dey | –                        | Phase de groupes 2019     | –                              | Finaliste 1978                      | –              | –                    | –                        |

### Supercoupe d'Afrique 1982 (compétition non-CAF)
La Supercoupe d'Afrique 1982 est un match qui s'est déroulé le 25 janvier 1982 lors du Tournoi de la Fraternité à Abidjan en Côte d'Ivoire. La JS Kabylie remporte ce trophée face aux Camerounais de l'Union Douala.

### Résultats en compétitions arabes (UAFA)
| Club           | Championnat arabe des clubs (C1, T.PFbF, LC, C. UAFA) | Coupe arabe des vainqueurs de coupe | Supercoupe arabe |
| -------------- | ----------------------------------------------------- | ----------------------------------- | ---------------- |
| MC Oran        | Finaliste 2001                                        | Vainqueur (2) 1997 et 1998          | Vainqueur 1999   |
| ES Sétif       | Vainqueur (2) 2007 et 2008                            | -                                   | -                |
| WA Tlemcen     | Vainqueur 1998                                        | -                                   | 3e 1999          |
| USM Alger      | Vainqueur 2013                                        | -                                   | -                |
| USM El Harrach | 2e 1985                                               | –                                   | –                |
| JS Kabylie     | 3e (2) 1987 et 1989                                   | -                                   | -                |

### Résultats en compétitions maghrébines (UMF et UNAF)
| Club          | Coupe UNAF des clubs | Coupe nord-africaine des vainqueurs de coupe | Supercoupe de l'UNAF | Coupe du Maghreb des clubs champions | Coupe du Maghreb des vainqueurs de coupe |
| ------------- | -------------------- | -------------------------------------------- | -------------------- | ------------------------------------ | ---------------------------------------- |
| ES Sétif      | Vainqueur 2009       | Vainqueur 2010                               | Vainqueur 2010       | -                                    | -                                        |
| CR Belouizdad | -                    | -                                            | -                    | Vainqueur (3) 1970, 1971 et 1972     | -                                        |
| MC Alger      | Finaliste 2010       | -                                            | -                    | Finaliste 1976                       | Vainqueur (2) 1972 et 1974               |
| JS Kabylie    | 3e 2008              | -                                            | -                    | Finaliste 1974                       | -                                        |
| JSM Béjaia    | -                    | Finaliste 2008                               | -                    | -                                    | -                                        |
| USM Alger     | -                    | -                                            | -                    | -                                    | Finaliste 1970                           |

### Sites généraux
- (ar + fr) Fédération Algérienne de Football
- (ar + fr) Ligue de Football Professionnel

### Études statistiques
- (en) RSSSF Source
- (fr) Les Carnets du Football Algérien